# Kurihalli, Madhugiri
Kurihalli là một làng thuộc tehsil Madhugiri, huyện Tumkur, bang Karnataka, Ấn Độ.